# Pardillana ampla
Pardillana ampla är en insektsart som beskrevs av Sjöstedt 1920. Pardillana ampla ingår i släktet Pardillana och familjen gräshoppor. Inga underarter finns listade i Catalogue of Life.